# Indrajayavarman
Indrajayavarman hoặc Srindrajayavarman là vua của Đế quốc Khmer từ 1308-1327, và sau đó được nối ngôi bởi Jayavarmadiparamesvara.:228–229 Charles Higham (nhà khảo cổ học) cho là đây là những ghi chú bằng tiếng Phạn cuối cùng về Angkor.:138–139

## Lịch sử
Những thông tin về Indrajayavarman lấy được từ bốn bản khắc và các báo cáo ít ỏi trong lịch sử triều đại Trung Quốc:
Bản khắc của Vat Kok Khpos, viết năm 1309, cho biết khu vực của Indravarman đã kết thúc vào năm 1308. Bản này nói về một thủ đô có tên là Yasodharapura. Theo Coedes, dựa vào bản khắc của Bayon, viết sau 1327, tiết lộ là triều đại Indrajayavarman kéo dài tới 1327. Yuan-Shih, trích dẫn bởi Pelliot, nói là một phái đoàn người Trung Quốc đã đến Khmer để mua voi vào năm 1320.